# Brložec (zámek)
Brložec je zaniklý zámek, který stával v obci Brložec nedaleko Toužimi.

## Historie
Brložec je poprvé zmiňován roku 1358, roku 1378 jej odkoupil Bořek z Rýzmburka a připojil k Bečovu. V 15. století obec vlastnili Račínové z Račína a právě za nich byla vystavěna tvrz, která předcházela zámku. Do roku 1623 sloužila jako sídlo šlechty, poté bylo panství zkonfiskováno a nový majitelé tvrz využívali k hospodářským účelům. Po Bílé hoře panství získal Vilém z Vřesovic, ale už roku 1625 jej prodává Lauenburkům a je připojeno k Toužimi. V roce 1788 nechala bádenská markraběnka Marie Alžběta Eleonora postavit na místě tvrze barokní zámek. Ten sloužil jako jedno z jejích sídel. Po roce 1945 zde byly hlavně byty a zámek chátral. Koncem 70. let zasáhl zámek požár a ten byl kolem roku 1984 zbořen.

## Popis
Jednalo se patrovou budovu obdélníkového půdorysu, přičemž střední, zvýšená, část byla zakončena mansardovou střechou a dvě boční křídla byla zakončena valbovou střechou. V některých prostorách v přízemí se zachovaly zbytky po tvrzi s valenými a křížovými klenbami.